# Jingzhou, Anhui
Jingzhou är en socken i östra Kina. Den ligger i Jixi härad i staden Xuancheng i provinsen Anhui, omkring 240 kilometer sydost om provinshuvudstaden Hefei. Antalet invånare är 6 372. Befolkningen består av 3 088 kvinnor och 3 284 män. Barn under 15 år utgör 15,0 %, vuxna 15-64 år 72 %, och äldre över 65 år 11,0 %.